# Johan Corylander
Johan Corylander, född 1707 i Styrstads prästgård, död 2 februari 1775, var en svensk biblioteksman.
Corylander blev filosofie magister och därefter 1734 förordnad till docent i filosofi vid Lunds universitet. Han blev bibliotekarie vid samma universitet 1745. Corylander prästvigdes 1751 och upphöjdes till teologie doktor samma år, samt kyrkoherde i Jämshög och Näsum 1766. Han var en skicklig latinpoet. Mest känd är han för sin värdefulla Berättelse om Lunds domkyrka (tillägnad drottning Lovisa Ulrika 1754, och utgiven av Martin Weibull 1884).